# برناردو آروالو
سزار برناردو آروالو د لئون ([beɾˈnaɾ.ðo aˈɾe.βa.lo]; زادهٔ ۷ اکتبر ۱۹۵۸) سیاستمدار، دیپلمات، جامعه‌شناس و نویسنده اهل گواتمالا است که به‌عنوان پنجاه و دومین رئیس‌جمهور گواتمالا فعالیت می‌کند.
آروالو پسر رئیس‌جمهور سابق گواتمالا خوان خوزه آروالو است. او که عضو و یکی از بنیانگذاران حزب سیاسی سمیلا است، از ژانویه ۲۰۲۰ به عنوان معاون در کنگره گواتمالا فعالیت کرده‌است. وی پیش از این در سال ۱۹۹۵ تا ۱۹۹۶ به عنوان سفیر در اسپانیا و همچنین به عنوان معاون وزیر امورخارجه از سال ۱۹۹۴ تا ۱۹۹۵ فعالیت داشته‌است.
پیروزی آروالو در انتخابات او را به اولین پسر رئیس‌جمهور سابق گواتمالا تبدیل می‌کند، که خود به عنوان رئیس‌جمهور انتخاب شده‌است، همچنین او دومین رئیس‌جمهوری است که در قلمرو گواتمالا زاده نشده‌است، آروالو بیشترین رأی را در گواتمالا در قرن بیست و یکم، با پشت سر گذاشتن جیمی مورالس رئیس‌جمهور سابق (۲۰۱۶-۲۰۲۰)، بدست آورده‌است.

## مواضع سیاسی

### سیاست خارجی
آروالو طرفدار بهبود روابط تجاری با چین است. اما همچنین مایل به حفظ روابط دیپلماتیک با تایوان است. در ۲۰ ژوئیه، در مصاحبه‌ای با رپوبلیکا، او علاقه خود را به ایجاد رابطه با چین بر اساس «توسعه و گسترش» روابط اقتصادی اعلام کرد.
آروالو دولت نیکاراگوئه را محکوم کرده و دولت‌های نیکاراگوئه و ونزوئلا را «نظام‌های دیکتاتوری» توصیف کرده‌است.
در مارس ۲۰۲۲، آروالو پیشنهادکننده یک لایحه قانونی بود که به دنبال ترغیب رئیس‌جمهور آلخاندرو جیاماتی بود تا علیه روسیه برای تهاجم این کشور به اوکراین اقدامی انجام دهد. این پیشنهاد شامل لغو مجوز فنیکس نیکل پروجکت است که یک شرکت استخراج نیکل و متعلق به شرکت روسی سولوای گروپ است. علاوه بر آن، این قانون خواستار لغو قرارداد با دولت روسیه در مورد واکسن‌های اسپوتنیک شد.